# Ares IV
Az Ares IV egy tanulmány az Ares hordozórakéta-család egy lehetséges változatáról. Az Ares V első fokozatából és gyorsítórakétáiból, valamint az Ares I második fokozatából építhető hordozórakéta az Orion űrhajót Hold-kerülő szabad visszatérési pályára, vagy Föld körüli elliptikus pályára lenne képes indítani.